# Joseph Jules Zerey
Joseph Jules Zerey (ur. 9 czerwca 1941 w Aleksandrii – egipski duchowny melchicki, w latach 2008-2018 egzarcha patriarszy Jerozolimy.

## Życiorys
Święcenia kapłańskie przyjął 5 maja 1967. W latach 1967–1972 pracował w Kolegium Patriarszym w Kairze, zaś w 1972 został dyrektorem kolegium w Heliopolis, gdzie pracował do wyboru na biskupa. W latach 1985–2001 był także proboszczem jednej z kairskich parafii melchickich.

### Episkopat
22 czerwca 2001 został wybrany przez Synod melchickiego Kościoła katolickiego biskupem pomocniczym Patriarchatu Antiochii oraz wikariuszem patriarszym Aleksandrii. 14 lipca papież Jan Paweł II zatwierdził wybór i przydzielił nominatowi stolicę tytularną Damiata dei Greco-Melkiti. Sakry biskupiej udzielił mu 9 listopada 2001 ówczesny patriarcha Antiochii, Grzegorz III Laham.
4 czerwca 2008 został wybrany egzarchą patriarszym Jerozolimy.
9 lutego 2018 Synod Kościoła melchickiego przyjął jego rezygnację z urzędu złożoną ze względu na wiek.